# ۲۳ سال
۲۳ سال (منظور از ۲۳ سال دورهٔ پیغمبری محمد بن عبدالله است)، کتابی دربارهٔ زندگی محمد، پیامبر اسلام، نوشتهٔ علی دشتی، نویسنده و پژوهشگر ایرانی، است. این کتاب در سال ۱۹۷۳ میلادی نوشته شده‌است، اما به دلایلی بدون ذکر نام نویسنده در سال ۱۹۷۴ در بیروت انتشار یافته‌است.
دشتی پس از انقلاب ۱۳۵۷، در حالی که در میانهٔ دههٔ هشتاد زندگی‌اش بود، دستگیر، زندانی و در دادگاه انقلاب به اتهام نوشتن ۲۳ سال و نقد اسلام، به اعدام محکوم شد. این کتاب از کتاب‌های ممنوعه در ایران به‌شمار می‌آید.

## انتشار
بخش اول ۲۳ سال ابتدا در شماره ۴۷ مجله کاوه چاپ مونیخ در نوروز ۱۳۵۲ به چاپ رسید. نام نویسنده به درخواست او بر این مطلب نیامده بود، اما جواد وهاب‌زاده در آن مطلب در معرفی این کتاب شواهد و قراینی ذکر کرد که شناسایی نویسنده آن یعنی علی دشتی را برای خوانندگان ممکن می‌کرد. بخش‌های کتاب تا شماره ۵۸ (خرداد ۱۳۵۴) در این مجله ادامه داشت و پس از این کتاب به‌طور مستقل در لبنان منتشر شد. اف.ار.سی. بگلی کتاب را به انگلیسی ترجمه کرد. هوشنگ معین زاده نوشته‌است که مطالب کتاب در جلساتی در خانهٔ علی دشتی به بحث گذاشته می‌شد. دشتی برای چاپ کتاب از علینقی منزوی نویسنده، اسلام‌شناس و ادیبی که به دلایل سیاسی از ایران به بیروت لبنان گریخته بود درخواست کمک کرد. این کتاب به تیراژ گسترده تکثیر شد و مهم‌ترین عامل دردسرهایی بود که دشتی در دههٔ آخر عمرش به آنها گرفتار شد.  به نوشته مسعود بهنود علی دشتیِ هشتاد و چند ساله، با یک حکم اعدام از سوی دادگاه انقلاب اسلامی به اتهام نوشتن کتاب ۲۳ سال، در زندان بود. پس از انقلاب اسلامی افرادی از جمله منزوی زندانی شدند که یکی از اتهام‌های آنان نوشتن این کتاب بود.

## محتویات
۲۳ سال توجیه و توضیح عقلانی کاملی از نبوت ارائه می‌دهد و  نمونه‌ی مفرطی از چنین تلاش‌هایی است. به نوشته دشتی در کتاب ۲۳ سال، تجربه نبوت محمد، وجدان خود او یا ضمیر درونی‌اش بود که با او سخن می‌گفت؛ چیزی فراطبیعی در زندگی محمد، رخ نداد، هرچه بود را می‌توان با روانشناسی و جامعه‌شناسی مدرن توضیح داد. به اعتقاد دشتی معصوم بودن محمد نفی می‌شود و بدین ترتیب «آیات شیطانی» مورد پذیرش قرار می‌گیرند. از قرآن - کتاب محمد به جای کتاب خدا - صحبت می‌شود به گونه ای که مملو از غلط‌های دستوری است، چنان‌که از محمد که مردی بی‌سواد بوده و آن را از منابع گوناگون برداشت کرده انتظار می‌رفته. معجزه قرآن به باور دشتی در نتایج آن است، نه در صورتبندی ادبی آن-همان قدر غیرقابل ترجمه است که شعری از حافظ. دشتی به خاطر تأکید ایرانیش، عرب‌ها را به عنوان مسئول بیشتر مشکلات اسلام مخصوصاً چنان‌که امروزه در اسلام‌گرایی عرب نمود دارد مورد شماتت قرار می‌دهد. به نظر دشتی با ظهور اسلام «عرب‌ها ناگهان دیدگاه ماتریالیستی خود، ناتوانیشان برای اندیشیدن در شرایط مجرد، دغدغه‌شان نسبت به امور روحانی و سرکشی و لجاجت شان را از دست ندادند.» چند قرن از اسلام لازم بود تا ایرانیان «ارزشی برای ملیت خود قائل نشوند و حجاز را تنها منشأ نعمت خدا به بشریت بدانند.» به عقیده دشتی فقدان عقلانیت در امور ایمان منجر به پراکنده شدن خرافه و توهم شده‌است. دین به‌طور کلی تضعیف کننده عقل تلقی می‌شود گرچه دلیلی وجود ندارد که این چنین باشد و به اعتقاد او اگر مردم بپذیرند که محمد کاملاً یک انسان بوده آنگاه خواهند فهمید که هرچه که در زندگیش انجام داده را می‌توان با واکنش‌های عمومی روانشناسانه و احساسات انسانی منطبق دانست. کنش‌های محمد از نظر او باید در پیش زمینه محیط اجتماعی و در راستای منفعتشان برای اجتماع مورد ارزیابی قرار گیرند و هیچ معیار اخلاق سفت و سخت را نمی‌توان از محمد انتظار داشت. همچنین به اعتقاد دشتی علی الظاهر محمد بر اساس مصلحت و بر خلاف هر گونه اصل معنوی و اخلاقی، اصول غیرانسانی را مورد استفاده قرار داده‌است و به باور او، احکام برجای مانده از زمان محمد در کانتکست امروز، غالباً بلااستفاده و بی‌معنی اند، مثلاً برخی مناسک چون حج. دشتی در خصوص زنان متعدد محمد و اشارات گوناگون به آنها در قرآن می‌نویسد: «هر خواننده قرآن باید از مواجهه با این امور شخصی در کتاب آسمانی و آیین‌نامه اخلاقی که برای همه بشریت در همه زمان‌ها معتبر است شگفت زده شود.» در کانتکست یک زندگینامه رادیکال مثل این، همه درک‌های سنتی از شخص محمد و اقتدار او در کنار اقتدار قرآن زیر سؤال می‌رود.
دشتی شدیداً منتقد نویسندگانی است که وقایع زندگی محمد و خود قرآن را با توسل به معجزات تشریح می‌کنند. او دربارهٔ نیروهای روان‌شناسانه و جامعه‌شناسانه‌ای که محمد را در تلاشش برای ایجاد یک دین پیچیده و ساختن دولتی مبتنی بر آن به پیش بردند به درازا سخن می‌گوید. به اعتقاد دشتی، قرآن نه از خدا بلکه از نبوغ خلاق محمد نشات می‌گیرد. او وجود خدا را انکار نمی‌کند؛ ولی فکر می‌کند خدا بزرگ‌تر از آن است که زحمت جزئیات زندگی پیغمبر عرب، زنان، صحابه و دشمنان او را به خود بدهد. به اعتقاد او محمد، انسانی بود با فضایل و ضعف‌ها که نسبت به احساسات شدید آسیب‌پذیر بود و جایز الخطا بود ولی مجموعاً شخصی بود شایسته قدسیت. او گرچه الهی نبود از همهٔ همنوعان خود والاتر بود. ۲۳ سال کتابی است که نسبت به پیامبر اسلام با احترام برخورد می‌کند و حتی سعی در تقدیس او دارد. با وجود این، چیزی که دشتی را آزار می‌دهد رشد پیوسته افسانه‌ها و معجزات در خصوص محمد در طول سده‌های بعدی است. دشتی با تحسین تکلیف محمد، بسیاری از سوء برداشت‌های غربی دربارهٔ او خصوصاً در قرون وسطی را قویا محکوم می‌کند.
۲۳ سال، از چند بخش اصلی، تشکیل شده‌است:
1. محمد؛
2. دین اسلام؛
3. سیاست؛
4. متافیزیک؛
5. پس از محمد.[۱۴]

### جستارهایی از بخش سوم کتاب (سیاست)
دشتی در این بخش از کتاب ۲۳ سال، به برخی از دستورها و اعمال محمد، همچون: جنگ‌ها و کشتارها، از جمله، قتل‌عام اسیران و قتل‌های سیاسی و همچنین ازدواج با زن پسرخوانده‌اش و نقض حقوق زنان در اسلام… انتقاد می‌کند.

### جستارهایی از بخش چهارم کتاب (متافیزیک)
یکی از انتقادهای دشتی به قرآن، باور به موجودی به نام جن است.

### جستارهایی از بخش پنجم کتاب (پس از محمد)
وی در این بخش، نوشته‌است که مشکلات محمد در کودکی، باعث ایجاد عقده‌های روانی در او شده بود.
دشتی در بخش خلاصه کتاب ۲۳ سال، عامل مهم مسلمان شدن عرب‌ها را پس از دیدن شمشیر اسلام‌گرایان و کشتار غیر مسلمانان می‌داند.

## بازخورد و نقد
از زمان انتشار کتاب ۲۳ سال به صورت زیرزمینی، ردیه‌هایی هم بر آن نوشته شده‌است که از جملهٔ آن‌ها می‌توان به کتاب‌های خیانت در گزارش تاریخ نوشته سید مصطفی حسینی طباطبایی و راز بزرگ رسالت نوشته جعفر سبحانی اشاره کرد. نویسندگان هر دو نقد مذکور علاوه بر وارد کردن ایرادهایی، دشتی را به کوتاهی در امانت‌داری در نقل قول از منابع متهم نموده‌اند. طباطبایی علی دشتی را با استناد به کتاب خودش متهم به عدم آشنایی ابتدایی با زبان عربی می‌کند و این که چگونه کسی که حتی آشنایی ابتدایی با زبان عربی ندارد، در مورد قرآن نظر می‌دهد. برای نمونه قرآن در سوره شعرا آیه ۱۹۸ می‌گوید: «وَ لَوْ نَزَّلْنَاهُ عَلَی بَعْضِ الْأَعْجَمِینَ» که معنی آن چنین است: «و اگر نازل می‌کردیم آن را بر برخی غیر عرب زبانان» اما در کتاب ۲۳ سال صفحه ۷۳ چنین ترجمه شده‌است: «کاش قرآن بر غیر عرب نازل شده بود». طباطبایی در نقد خود به ناسزاگویی و عکس‌العمل‌های تند روی آورده که به اعتقاد پال اسپراکمن نشان دهنده عقاید متعصبان ایران است. او چنین مسایلی را دلیل انتشار کتاب به صورت گمنام -بدون ذکر نام نویسنده- می‌داند. اسپراکمن کتاب ۲۳ سال را دارای شماری غلط‌های چاپی و سهوی جزئی می‌داند. به اعتقاد او ایراد این‌گونه غلط‌ها این است که  این نوع سهوهای جزیی «از اعتبار سخنش‌ می‌کاهد» و برای امثال حسینی طباطبایی این فرصت را ایجاد می‌کند تا هر لغزشی را به مثابه «غرض ورزی» و «نادانی» نویسنده وانمود کنند. پاول اسپراکمن اذعان می‌دارد که «دشتی در نقل قولهای مفسران، مورخان و محدثان، منابع خود را دقیقا معرفی نکرده است و بیست و سه سال آن‌قدر محققانه که حاشیه‌نویس آن [اف.ار.سی. بگلی] تصور کرده است نیست.»
دشتی با این استدلال که چرا باید شرّ و بدی در نهاد خلق نهاده شود، نیاز به فرستادن رسول را زیر سؤال می‌برد. علاوه بر این او عقاید متکلمان را به چالش می‌کشد و می‌گوید: «علمای کلام می‌گویند: خداوند شرّ و بدی نیافریده و این طبیعت آدمی است که استعداد شرّ و خیر هر دو در آن هست، ما می‌گوییم: این طبیعت را که امکان شرّ و بدی و همچنین امکان خیر و شرّ در او هست کی به این افراد داده‌است؟!» او طبیعت افراد را ناشی از خصوصیات به ارث رسیده از پدر و مادر در بدو تولد می‌شمرد که اراده آدمی در آن اثری ندارد. او در ادامه با بیان این مثال که «نمی توان سیاهپوست را با موعظه سفید کرد» نبوّت را بی فایده می‌داند. طباطبایی معتقد است دشتی با گفتن این حرف که طبیعت انسان‌ها غیرقابل تغییر است حرف قبلی خود را نقض کرده‌است که در آن گفته بود:
«اعجاز محمّد در این است که از پای ننشست و با تمام اهانت‌ها و آزارها مقاومت کرد و از هیچ تدبیری روی نگردانید تا اسلام را بر جزیره‌العرب تحمیل کرد، قبایل مختلف اعراب را در تحت یک لوا درآورد، اعرابی که از امور ماوراءالطبیعه بکلی بیگانه‌اند و مطابق طبیعت بدوی خود به محسوسات روی می‌آوردند و جز جلب نفع آنی هدفی ندارند، جز تعدّی و دست‌درازی به خواسته دیگران کاری از آنها ساخته نیست»
جی نورزر در نقد ۲۳ سال، موفقیت آن در تکثیر گسترده‌اش را ناشی از مجادلاتی می‌داند که این کتاب برانگیخته. او این کتاب را چیزی بیش از تلاشی بی پرده برای اسطوره زدایی از نبوت محمد پیامبر و بازگشت به منابع اولیه‌ای چون ابن اسحاق و تاریخ طبری نمی‌داند. او دشتی را به خاطر برخورداری از تربیت معمول حوزوی و تسلط قابل توجه بر زبان عربی برای خلق این مطالعه به‌طور برجسته‌ای شایسته می‌داند.
به اعتقاد بریگیت هوفمان استاد اسلام‌شناسی دانشگاه بامبرگ کتاب دقیق پژوهش شده و خواندنی است. در ایران بسیار تکثیر شده ولی از نقطه نظر علمی دید جدیدی نسبت به زندگی محمد به دست نمی‌دهد.
حامد الگار در مقاله‌ای که در ژورنال خاور میانه در سال ۱۹۸۷ چاپ شد کتاب را چنین توصیف می‌کند: «آنچه که برای دشتی حیاتی است این بوده که در این کتاب پیامبر را به عنوان یکی از چندین مردان بزرگ در تاریخ تقلیل دهد. در میان شخصیت‌های قرن بیستم، او پیامبر را قابل مقایسه با لنین می‌داند، با این تفاوت که به گفته او لنین ترشرو تر بود (صفحه ۸ کتاب). او می‌نویسد تبلیغ اسلام «پاسخی به شرایط اجتماعی مکّه است» (صفحه ۱۹۵). در بیان خود، دشتی داستان زندگی پیامبر و اصحابش را به رابطه خشونت و طمع، یا ناآرامی و سردرگمی تقلیل داده‌است. روایتی که دشتی بیان می‌کند، تا حد زیادی یادآور روایت شرق شناسان چند نسل پیش و مربوط به زمانی است که هنوز درجه‌ای از آگاهی و تمدن شایع نشده بود. با این حال، علاوه بر اتهام معروف تغییر رویه پیامبر پس از هجرت به مدینه، دشتی عنصر مشخص خود را نیز می‌افزاید: توهین نژادی بی شرمانه نسبت به اعراب که در این کتاب دائماً به صورت موجوداتی وحشی و کودن تصویر شده‌اند؛ چه پیش از اسلام و چه پس از آن. (به خصوص نگاه کنید به ص ۱۹۵).»
احمد صدری، کتاب را بیشتر، این جهانی و گاه به گاه، حاوی توهین به مقدسات و تهمت‌های ناروا به پایه‌گذار دین اسلام می‌داند و شیوه رفتار با دشتی را-که به گفته او مختصراً احضار، بازجویی و سپس آزاد شد-نشانهٔ مدارا با نقدهای منطقی به اسلام از سوی مسلمانان می‌داند. در حالی که سعیدی سیرجانی در این زمینه گفته‌است: «در زندان، آزار و شکنجه زیادی به شادروان علی دشتی، وارد می‌کنند و حتی در زندان، بر اثر شکنجه، لگن خاصره ایشان آسیب می‌بیند.»

### ادعای شخصیت جدید برای محمد در مدینه
دشتی به جمله‌ای از سیره ابن هشام اشاره می‌کند که در آن محمد به مردم مدینه که برای پیمان بستن نزد او آمده بودند چنین می‌گوید:
 بل الدم الدم، الهدم الهدم. أنا منکم و أنتم منی. أحارب من حاربتم و أسالم من سالمتم
دشتی این جمله را چنین ترجمه می‌کند:
 خون، خون، ویرانی، ویرانی. من از شمایم، شما از منید. با هر کس جنگ کنید، می‌جنگم و با هر کس سازش کنید، سازش می‌کنم
و در ادامه می‌نویسد:
((آیا تکرار کلمه‌های «خون» و «انهدام» جمله معروف «مارا» انقلابی معروف فرانسه را به خاطر نمی‌آورد که می‌نوشت: «من خون می‌خواهم» ؟))
و از آنجا نتیجه می‌گیرد که این جملات نشان دهنده خواسته‌های درونی و آرزوهای خفته محمد است که در روح او نهفته‌است. از نظر دشتی این جمله آشکار کننده خودِ نهفته محمد است:
«و از این رو خودِ نهفته‌اش می‌نماید و محمدی که باید جزیرة العرب را به اطاعت درآورد، از گریبان محمدی که سیزده سال
موعظه کرده و سودی به بار نیاورده است، سر بیرون می‌کشد.»
در مقابل طباطبایی با استناد به گفته ابن قتیبه دینوری جمله مذکور را ضرب‌المثلی معروف در عربی می‌داند:
عرب هنگام پیمان‌بستن با یکدیگر و در وقت قراردادِ پناهندگی، می‌گفت: خون من، خون تو است و حرمت من، حرمت تو است
 بر خلاف نظر دشتی، طباطبایی می‌گوید محمد «همان رسم معمول عرب را بازگو کرده و شعار تازه‌ای را به میان نیاورد تا نماینده روحیّه مخصوص او باشد.» طباطبایی به این نکته اشاره می‌کند که در خود سیره ابن هشام که مورد استناد دشتی است، در ادامه توضیح داده شده که منظور از کلمه هدم، همانا حرمت است و نه ویرانی.
از نظر طباطبایی «اقداماتی که پیامبر در مدینه نمود واکنش‌های تازه‌ای بود در برابر رویدادهای اجتناب ناپذیر». به گفته او کسی که پنجاه و سه سال از عمرش می‌گذرد، شخصیت و منشش از هر جهت شکل گرفته و با یک مسافرت دگرگون نمی‌شود. از نظر طباطبایی مقاومت مسلحانه در برابر آزار و شکنجه‌های مشرکان در مکه به دلیل اندک و ضعیف بودن مسلمانان غیرممکن بود و نتیجه‌ای جز نابودی مسلمانان نداشت. وگرنه به اعتقاد او وعده روزانه دوزخ دادن به مشرکان نمونه‌ای از روحیه مقاومت و اعتراض در پیامبر مکی است. به‌طور نمونه به آیات مکّی از قرآن اشاره می‌کند که خبر از شکست قریب‌الوقوع مشرکان داده‌است و بدین وسیله استدلال می‌کند که تغییری در خلق و خوی محمد رخ نداده‌است:
این گروه (مشرکان) بزودی شکست می‌خورند و پشت خواهند کرد

## برای مطالعهٔ بیشتر
- «کتاب بیست و سه سال به صورت فایل متنی
- «سی سال پس از مرگ علی دشتی